# جاسمین بایرن
جاسمین بایرن (انگلیسی: Jasmine Byrne؛ زاده ۲۳ ژانویهٔ ۱۹۸۵) بازیگر هرزه‌نگاری اهل ایالات متحده آمریکا است.